# Jardí de Luxemburg

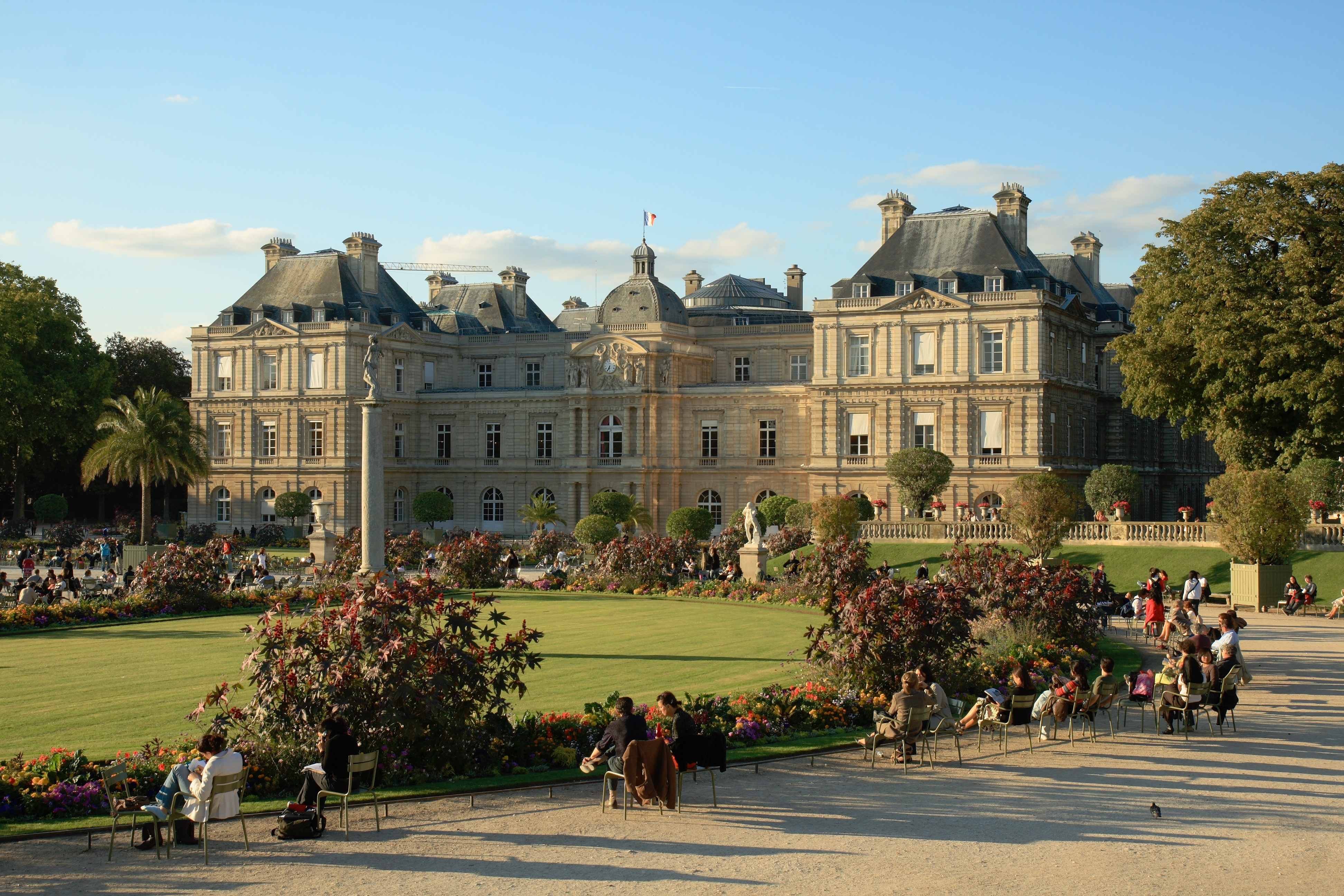
El Palau de Luxemburg.

El Jardí de Luxemburg (anomenat localment el «Luco») és un jardí privat obert al públic, situat al 6è districte de París. Creat el 1612 a petició de Maria de Mèdici, ha estat objecte d'una restauració dirigida per l'arquitecte Jean-François-Thérèse Chalgrin, sota el Primer Imperi. Ocupa 23 hectàrees guarnides amb parterres de flors i escultures. Atreu igualment parisencs, estudiants i visitants del món sencer.

## Monuments i estàtues

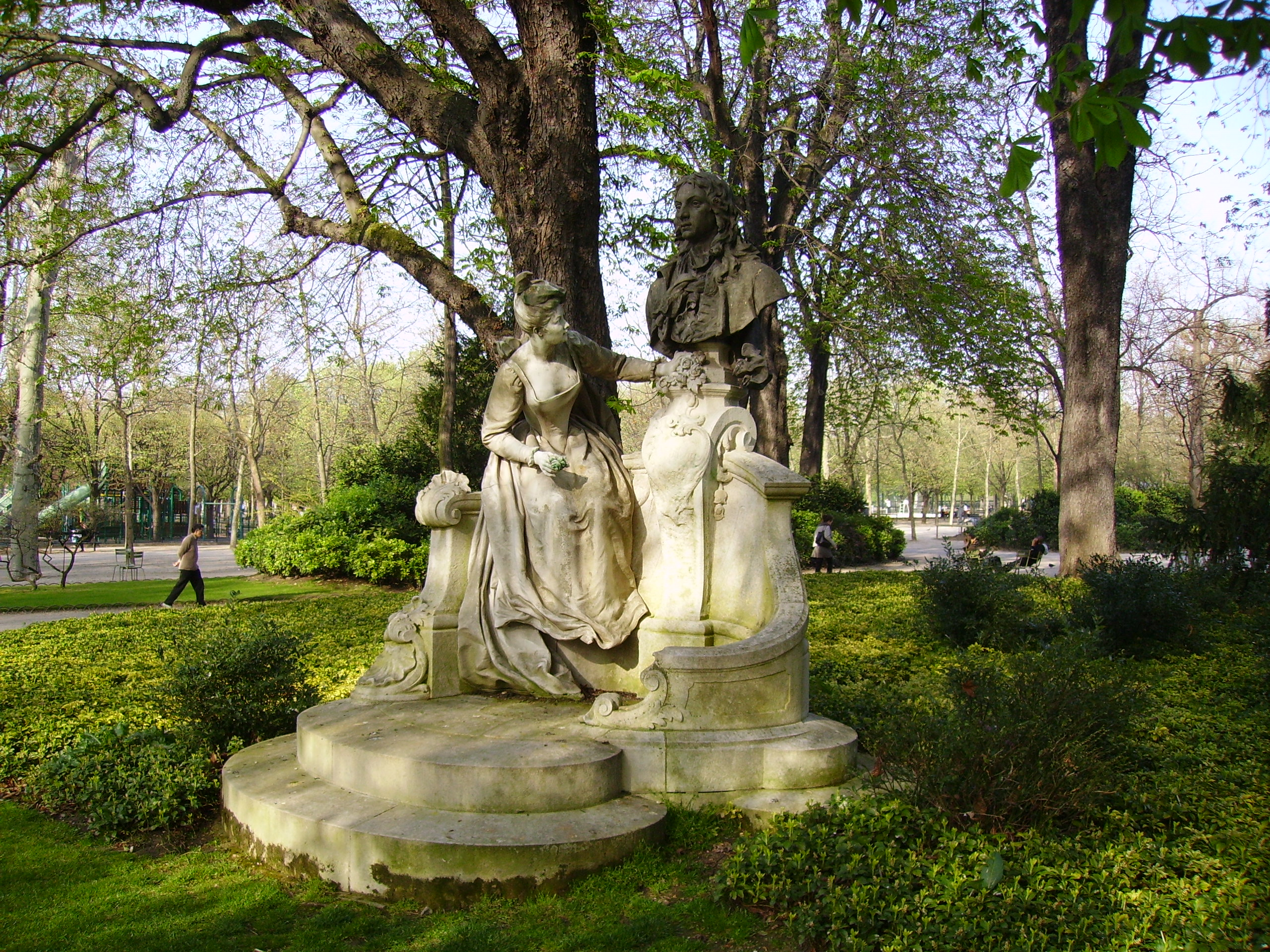
Monument a Jean-Antoine Watteau, per Henri Désiré Gauquié, 1896

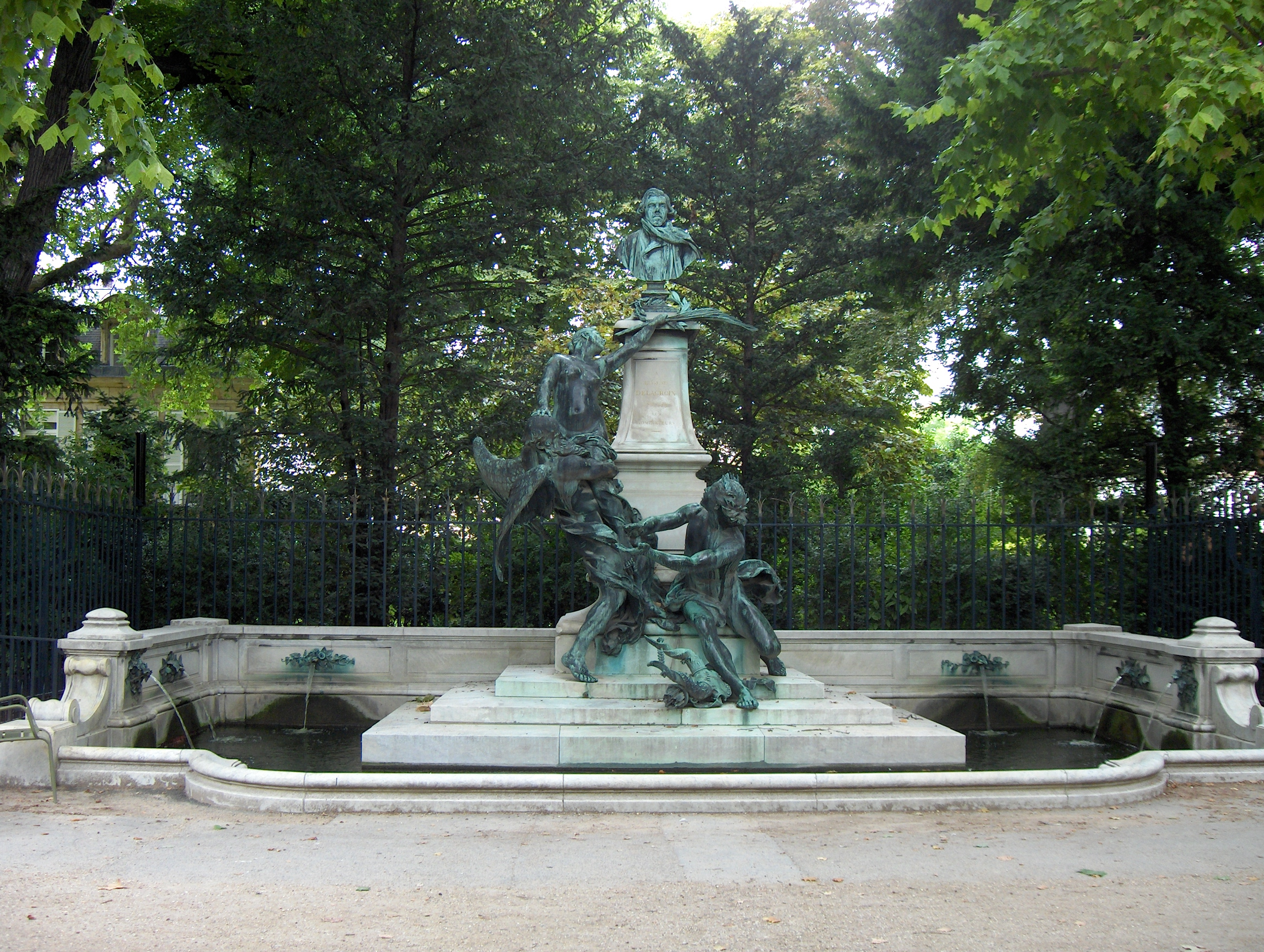
Font amb el bust d'Eugène Delacroix

Situats al cor del barri llatí de París, reagrupats al recinte marcat amb una reixa de la que les puntes estan recobertes de full d'or, els jardins acullen diversos edificis classificats:
- el Palau de Luxemburg on es reuneix el Senat, la cambra alta del Parlament, propietari del jardí del que en garanteix el manteniment.
- el Museu de Luxemburg, consagrat a grans exposicions temporals d'art, reputades per la qualitat de les obres presentades. S'accedeix al palau i al museu per la rue de Vaugirard.
- l'orangerie, situada al passeig Delacroix, que protegeix un seguit de vegetals anomenats «d'orangerie», procedents del perímetre mediterrani, que es troba a la part del jardí anomenada «a la francesa» a partir de l'1 de maig. A l'estiu, l'orangerie serveix de sala d'exposicions temporals.
- l'antic Hotel Vendôme, avui ocupat per l'Escola de les Mines de París.

Escultures dels jardins:
- al voltant de la terrassa central, estàtues de reines i princeses de França, començant per Clotilde de Borgonya, les que han estat escollides per Lluís Felip I;
- estàtues representant figures de la mitologia grega;
- estàtues d'animals;
- estàtues de personatges il·lustres com Beethoven, Flaubert; Baudelaire, Mendès-France, Frédéric Chopin.

S'hi troba també un dels originals de l'estàtua de la Llibertat (oferta per Bartholdi al museu el 1900, després instal·lada al jardí el 1906).
El jardí està format per una part « a la francesa» situada a l'eix del palau i les parts « a l'anglesa» del costat de la rue Guynemer, així com un hort, conservatori de pomologia de varietats antigues i oblidades, situat de cara al Lycée Montaigne, a la banda de la rue Auguste-Comte.
El conjunt del jardí, de manera comuna anomenat «Luco», és recorregut per passeigs permetent les caminades i el vagareig. Un d'aquests passeigs és evocat en un poema de Gérard de Nerval titulat Une allée du Luxembourg (Un passeig del Luxemburg):

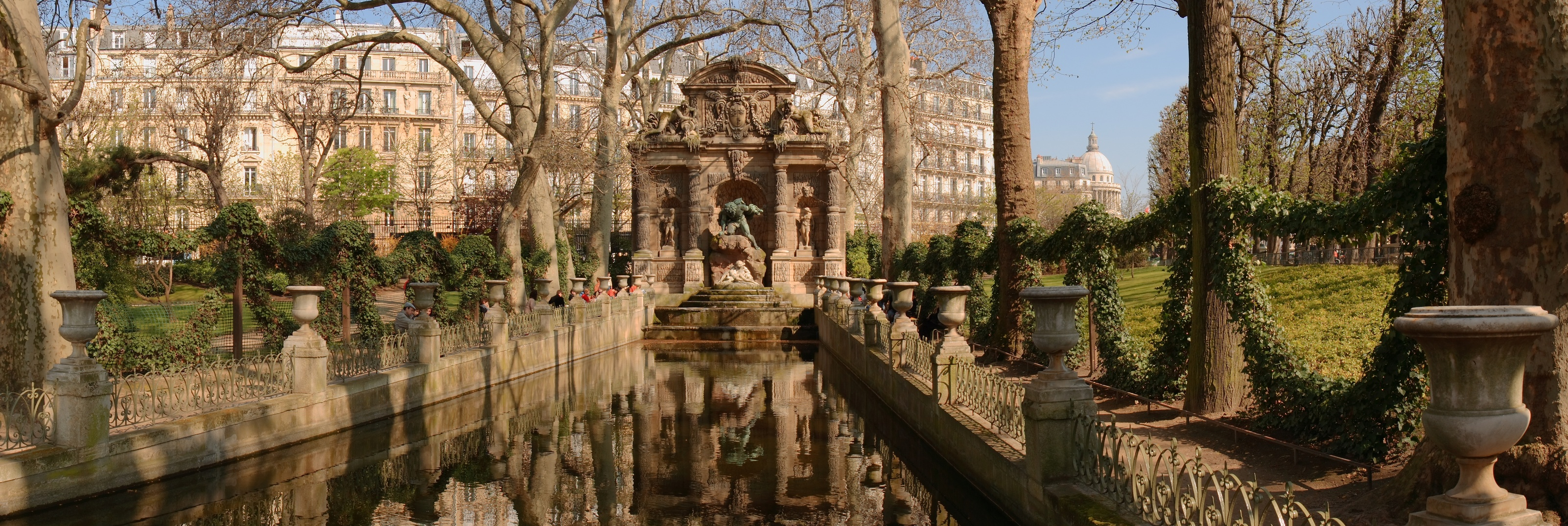
La fontaine Marie de Médicis dins els jardins

Ha passat, la noia [...]
Perfum, noia, harmonia...
La felicitat passava, s'ha escapat!

## Activitats
El jardí acull activitats esportives: tennis, bàsquet, arts marcials, així com les fases finals del Campionat de França de jeu de paume, que hi tenen lloc el primer diumenge de setembre. El terreny del Jeu de Paume del Senat ha acollit les proves dels Jocs Olímpics d'Estiu de 1900. A la cantonada nord-oest, prop de l'Orangerie, s'hi troben regularment jugadors d'escacs, fins i tot en ple hivern, mentre que els de bridge] (tres taules) esperen els dies bons.

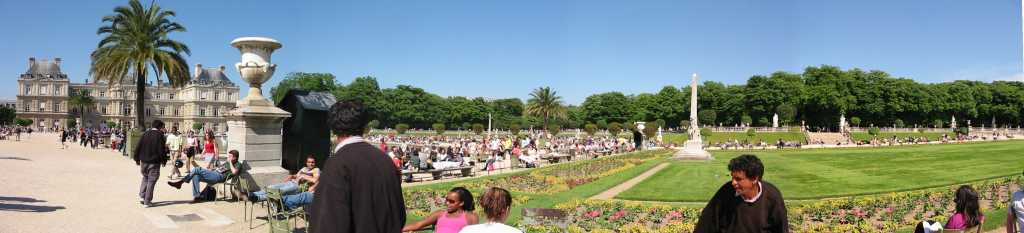
Panoràmica del Jardin du Luxembourg. A l'esquerra el Palais du Luxembourg

S'hi instal·len regularment exposicions de fotografies a les reixes exteriors des de 1997, al jardí també s'hi instal·len altres tipus d'exposicions com el 2001 l'exposició de l'escultor Lucien Bénière. A la cantonada nord-est, el quiosc de música és el marc de concerts mentre fa bon temps. S'hi fan també al jardí representacions d'òpera. També s'hi proposen activitats pels infants: parc de jocs, passeigs en poni al passeig dels rucs i teatre de marionetes. Joves i menys joves es troben al voltant de la bassa principal per a fer-hi navegar models reduïts de vaixells telecomandats o a vela.
S'hi troben conreus de plantes de massissos destinades als parterres del jardí i els hivernacles que protegeixen plantes verdes i flors destinades a la decoració dels interiors del palau. Prop del Pavelló Davioud (porta Vavin) hi ha un espai que permet iniciar-se en l'apicultura.

## Galeria

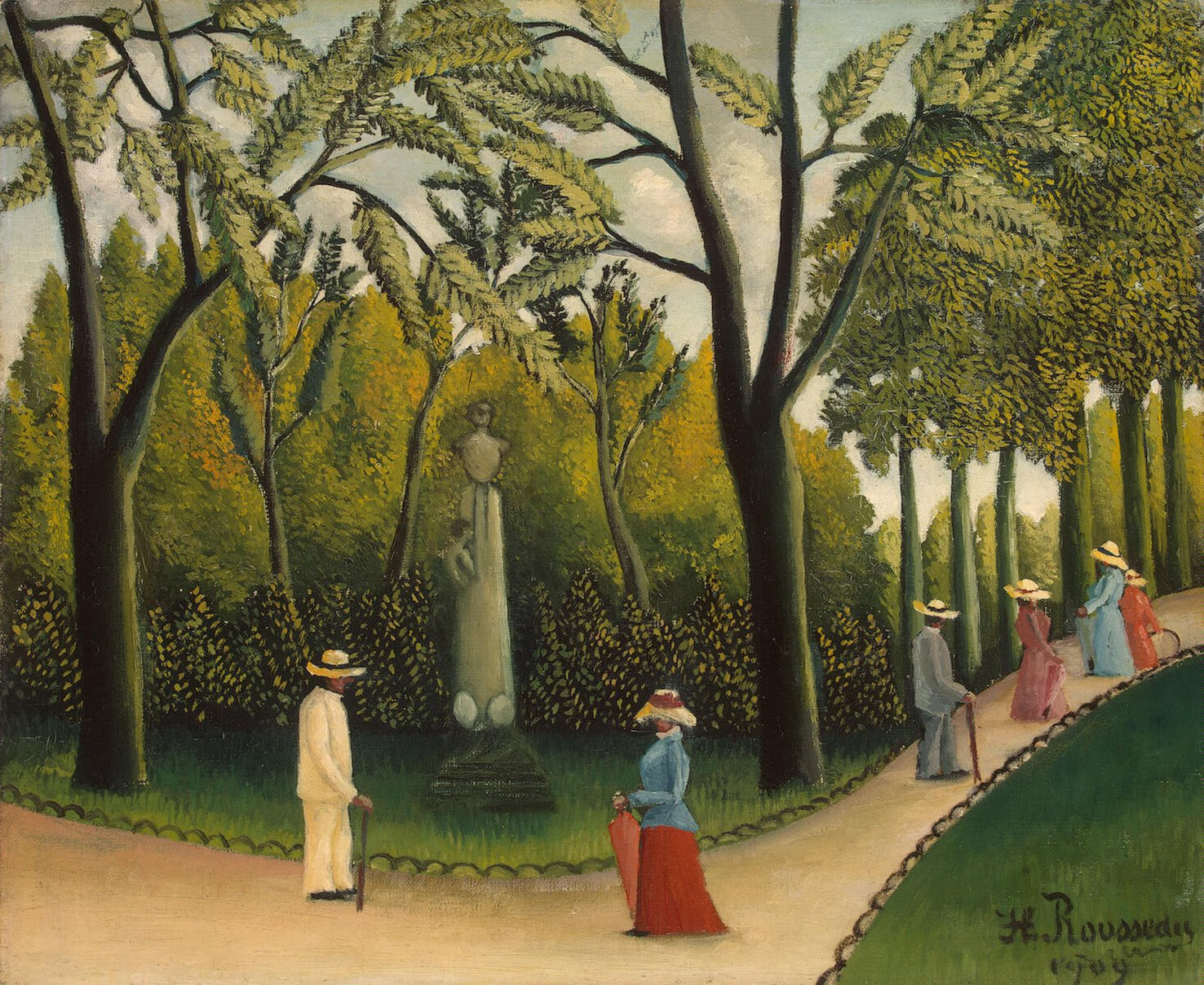
Pintura d'Henri Rousseau Jardin du Luxembourg. Monument de Chopin (1909).
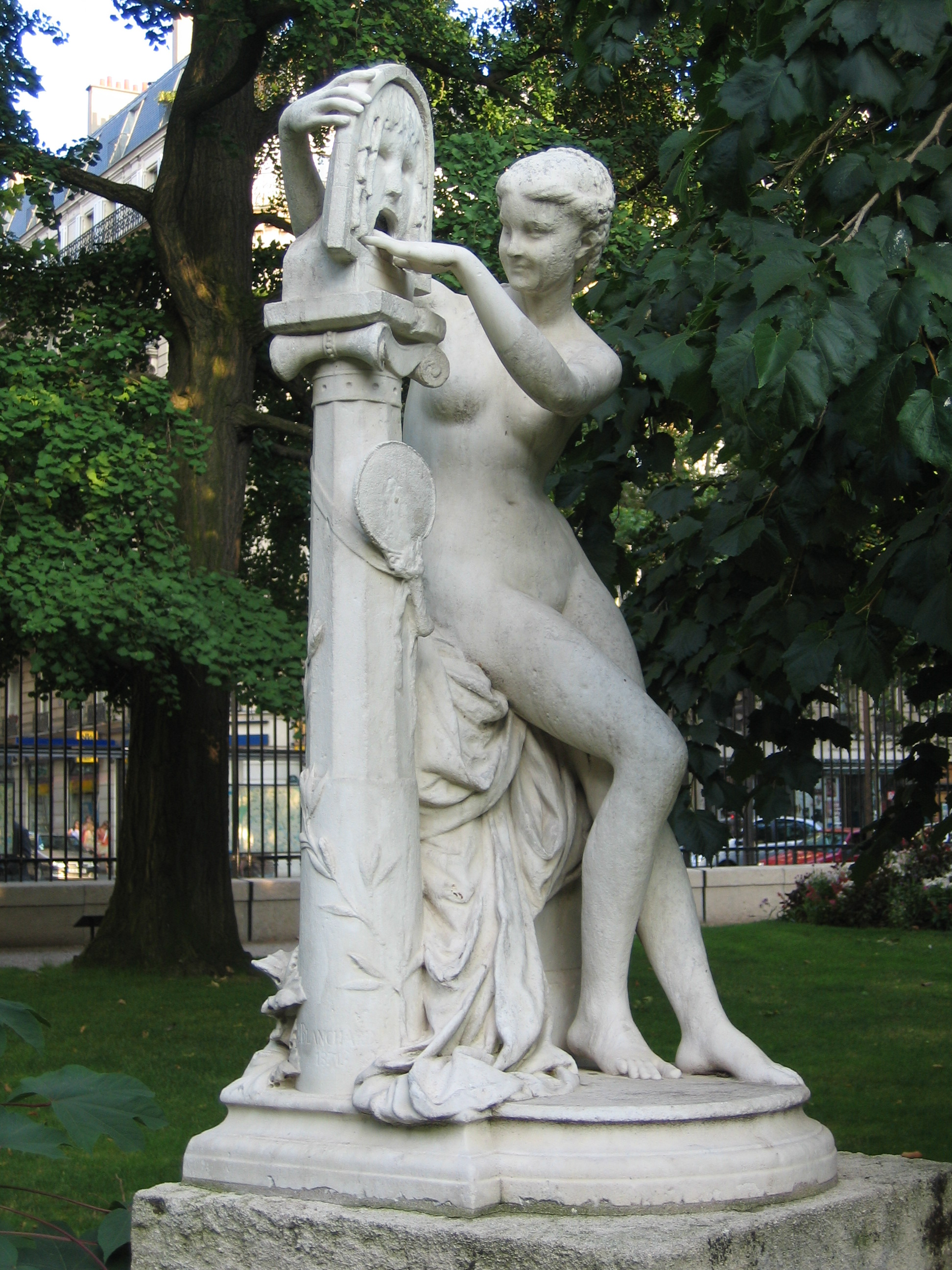
La Bocca della verità, de Jules Blanchard (1871)
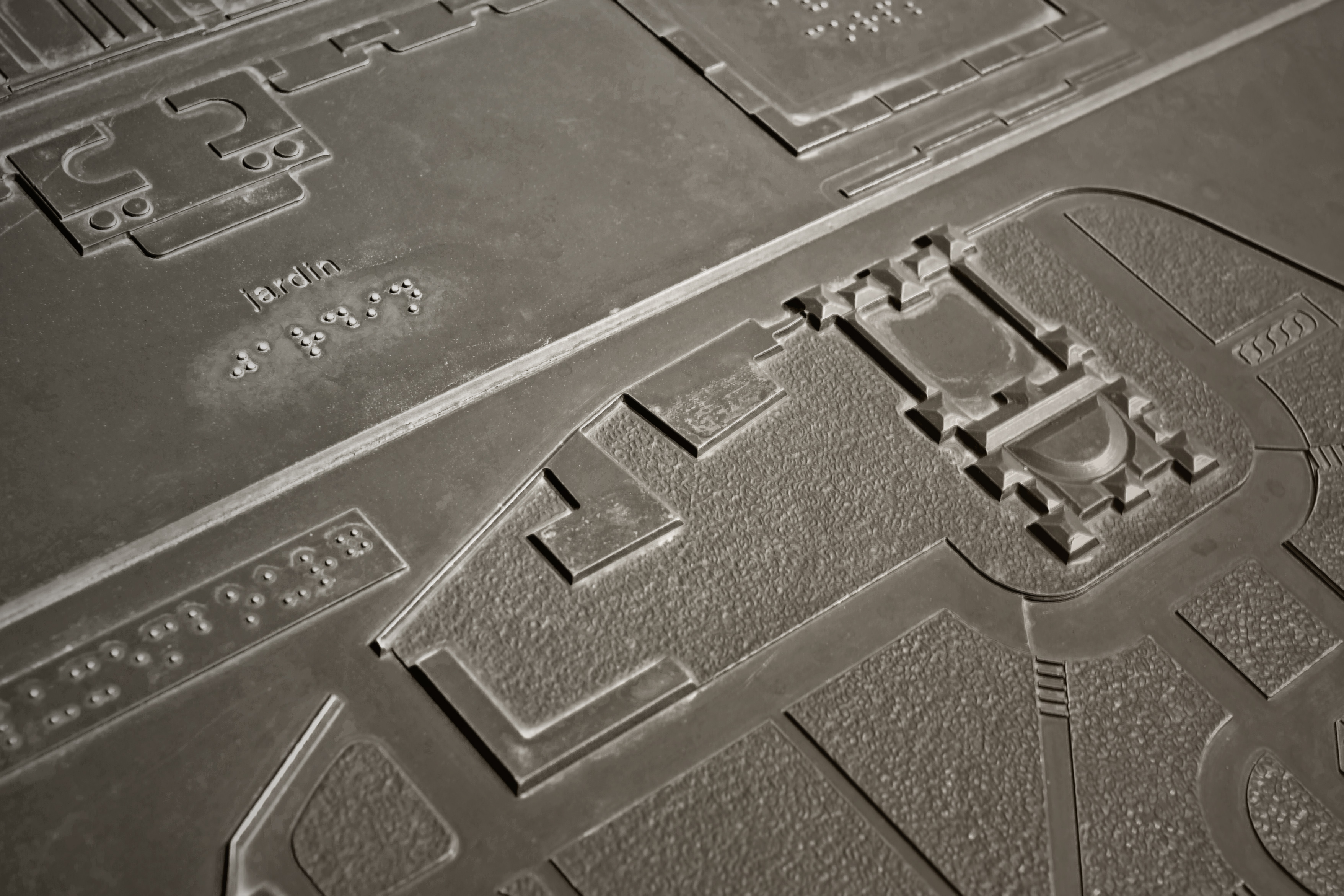
Plànol del Jardin du Luxembourg per a no vidents
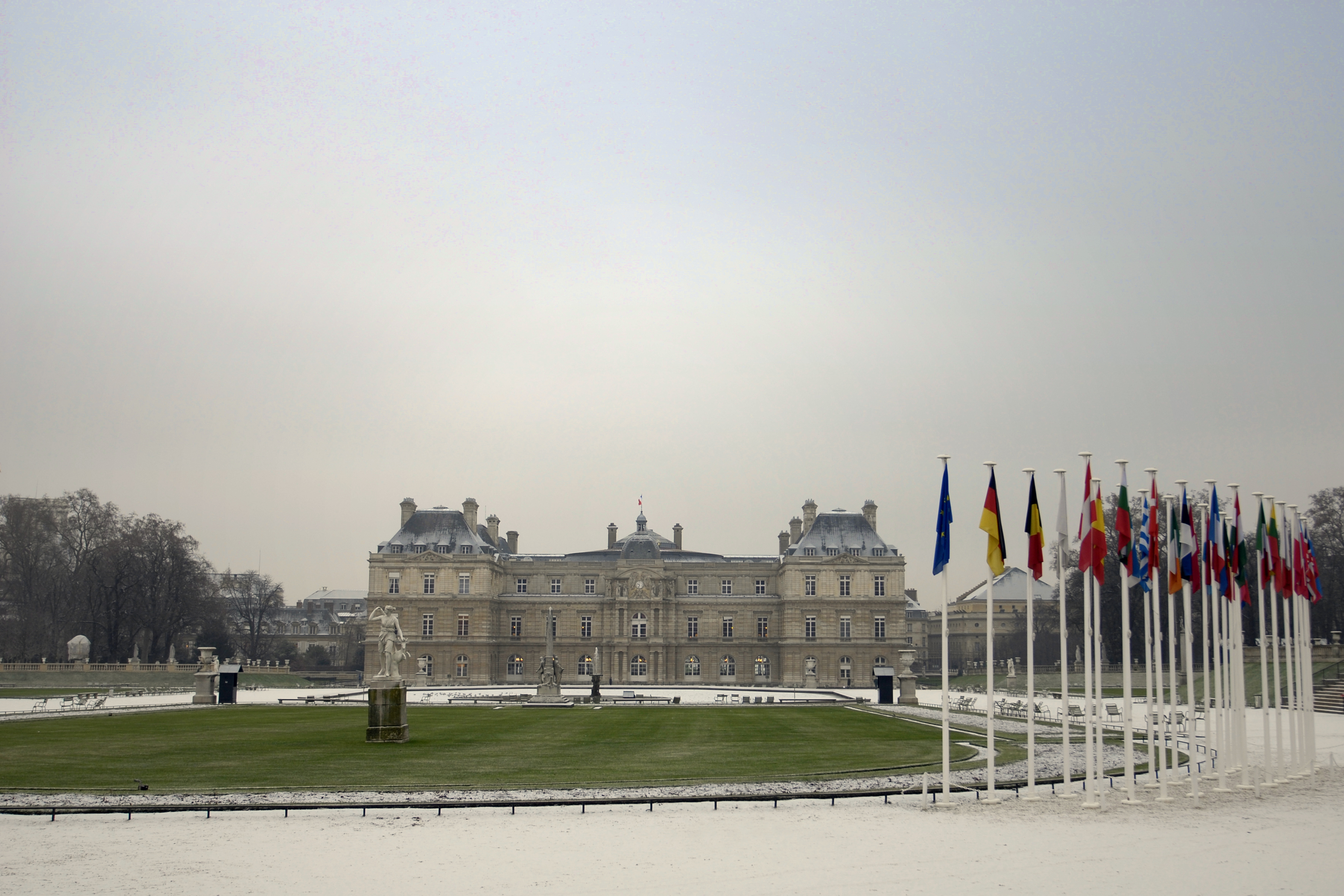
El palau sota la neu